# 豚玉毛丼
豚玉毛丼（ぶったまげどん）は、埼玉県入間郡毛呂山町の名産品を材料としたご当地グルメの丼。同町の町おこしのために役場職員が考案し、2010年に考案された。

## 概要
毛呂山町の名産品である鶏卵、ユズを使用したご当地丼。厚めに切ったロースの豚肉と玉子、タマネギを醤油ベースの甘辛いタレで煮込み、ご飯を盛った丼に盛り付ける。いわゆる他人丼の一種であるが、半熟卵と刻みユズを載せるのを特徴とする。「桂木ゆず」など、材料はすべて毛呂山町産のものを使用しており、地産地消の一品である。
毛呂山町内の飲食店で提供されるほか、関越自動車道高坂サービスエリア下り線などでも提供されている。高坂サービスエリアでは、これをアレンジした「毛呂豚の柚子塩丼」が販売され、2014年開催の「NEXCO東日本 どんぶり王座決定戦！」では同丼が埼玉ブロック代表となった。
半熟卵を使用していることから、持ち帰りや出前には対応していない。

## 名称
考案者の毛呂山町産業振興課職員によると、名前の由来は、毛呂山町内で育てられた「豚肉」と鶏の卵（「玉子」）、そして「毛呂山町」の頭文字をつなぎ合わせたものとなっている。ほか、「ぶったまげるほどおいしい」という意味合いも込められていると紹介されることもある。